# L'ultima amante di Hachiko
L'ultima amante di Hachiko (ハチ公の最後の恋人?, Hachikō no saigo no koibito) è un romanzo della scrittrice giapponese Banana Yoshimoto. Pubblicato in Giappone per la prima volta nel 1994 e in Italia nel 1999 da Feltrinelli. La storia è ambientata nel mondo delle sette giapponesi.

## Trama
Mao è una giovane ragazza cresciuta in una comunità religiosa, nata attorno alla carismatica figura della nonna, veggente e guaritrice. Dopo la morte della fondatrice, la setta si allontana da quelli che erano i precetti iniziali, diventando un'impresa a scopo di lucro. Mao, la protagonista, decide di uscirne. Durante la sua fuga incontra Hachi. La nonna, quando era ancora in vita, le aveva predetto che sarebbe diventata l'ultima amante di Hachi.

## Edizioni
- Banana Yoshimoto, L'ultima amante di Hachiko, traduzione di Alessandro Giovanni Gerevini, Feltrinelli, 1999.